# Gunnar Már Guðmundsson
Gunnar Már Guðmundsson (15 dicembre 1983) è un ex calciatore islandese, di ruolo centrocampista.

## Carriera

### Club
Da 2001 al 2010 è al Fjölnir con cui segna in campionato complessivamente 32 goal. Nella stagione 2010 passa allo FH Hafnarfjörðar.

### Nazionale
Vanta una presenza nella Nazionale del suo paese.